# Wolfgang Kieber
Wolfgang Kieber (Feldkirch, 22 luglio 1984) è un ex calciatore liechtensteinese, di ruolo centrocampista.

## Carriera

### Nazionale
Ha collezionato 13 presenze con la propria Nazionale.